# Olaus Alinen
Olaus Alinen (Pori, 9 settembre 2003) è un giocatore di football americano finlandese che gioca nel ruolo di guardia.
È figlio di Klaus Alinen, che ha giocato in NFL Europa per i Berlin Thunder ed è stato nella practice squad degli Atlanta Falcons.